# إيدا نوداك
إيدا نوداك (بالألمانية: Ida Noddack) (25 فبراير 1896 - 24 سبتمبر 1978)، اسم العائلة تاكي، كيميائية وفيزيائية ألمانية. كانت أول من ذكر عام 1934 فكرة -سُميت لاحقاً- الانشطار النووي. اكتشفت مع زوجها والتر نوداك واوتو بيرغ عنصر الرينيوم 75. رُشحت ثلاث مرات لجائزة نوبل في الكيمياء.

## الخلفية
ولدت إيدا تاك في ويسل، لاكهاوزن في منطقة الراين الشمالية في عام 1896، ووصفت طريقها باختيار دراستها قائلةً: «بما أنني لم أرد أبداً أن أصبح معلمة، وكان عدد الفيزيائيين الذين يُوَظفون بالصناعة والأبحاث، قليل نسبياً، قررت أن أصبح كيميائية، وهو قرار رحب به والدي الذي كان يمتلك مصنعًا صغيرًا للورنيش في منطقة الراين السفلى». اختارت الالتحاق بالجامعة التقنية في برلين؛ لأنها انجذبت إلى البرامج الطويلة والمطلوبة. دخلت المدرسة عام 1915 بعد ست سنوات من السماح للنساء بالدراسة في جميع جامعات برلين. درس 9 من أصل 85 من زملاء صفها الكيمياء.
في عام 1918، تخرجت من الجامعة بإجازة في الهندسة الكيميائية والمعادن، بتخصص بأنهيدريدات الأحماض الدهنية الأليفاتية العليا. كانت واحدة من أوائل النساء في ألمانيا اللواتي درسن الكيمياء وكانت جزءًا من أولى النساء الألمانيات اللواتي درسن. بالإضافة إلى ذلك، زادت نسبة النساء اللائي يدرسن الكيمياء من 3٪ قبل الحرب العالمية الأولى إلى 35٪ خلال الحرب. بعد التخرج عملت في مختبر الكيمياء في مصنع التوربينات في برلين التابع لشركة (إيه آي جاي)، وهي شركة تابعة لشركة جنرال إلكتريك في الولايات المتحدة.
كان المبنى الذي عملت فيه -الذي صممه بيتر بيرنس- مشهورًا على مستوى العالم ومصمماً على شكل التوربينات. قابلت زوجها، والتر نوداك، في الجامعة التقنية في برلين بينما كان يعمل باحثًا. تزوجا في عام 1926.عملا شريكين قبل الزواج وبعده. ( أربيتسغمينشيفت ) أو فريق العمل.

## الانشطار النووي
انتقدت نوداك بشكل صحيح البراهين الكيميائية لإنريكو فيرمي في تجارب القصف النيوتروني التي قام بها عام 1934، والتي افترض بناءً عليها أنه قد يُنتَج عناصر ما بعد اليورانيوم.  بقيت هذه النظرية مقبولة على نطاق واسع لبضع سنوات، على كل حال، اقترحت الورقة البحثية لنوداك (عن العنصر 93) عددًا من الاحتمالات، ولكنها ركزت على فشل فيرمي في التخلص الكيميائي من جميع عناصر الأخف من اليورانيوم، بدلاً من النزول فقط للرصاص. تعتبر تلك الورقة البحثية ذات أهمية تاريخية اليوم لا لأنها فقط ببساطة أشارت إلى الخطأ في برهان فيرمي الكيميائي، بل لأنها اقترحت احتمال أنه من الممكن أن تنقسم النواة إلى عدة شظايا كبيرة، ستكون بالطبع نظائر لعناصر معروفة ولكنها لن تكون جارات للعنصر المشع. وبقيامها بذلك بشرَت نوداك بما أصبح معروفاً بعد بضع سنوات بالانشطار النووي. ومع ذلك، لم تحمل نظرية نوداك دليلًا تجريبيًا أو أساسًا نظريًا لهذا الاحتمال. لذلك، تجاهلوا الورقة بشكل عام، وهزأ بها الآخرون، على الرغم من حقيقة أنها كانت صحيحة. رأى العديد من العلماء الألمان، مثل أوتو هان، أن عمل نوداك كان سخيفاً.
تضاءل موقع المرأة في ساحة العمل لسنوات بسبب انهيار بورصة وول ستريت عام 1929. في عام 1932، وُضِع قانون ألماني، يكرر قوانين أخرى في أوروبا، يُلزم النساء المتزوجات بمغادرة وظائفهن ليصبحن ربات منزل حتى يتوفر المزيد من الوظائف للرجال. تمكنت نوداك من الهروب من هذا القانون باعتبارها مساعدا غير مدفوع الأجر. وربما هذا ما تسبب في أن ينظر إليها الرجال في هذا المجال بأنها أقل شأنناً لأنها لم تكون قادرة على العمل إلا من خلال هذه الثغرة.
فكرة نوداك عن الانشطار النووي لم تتأكد إلا بعد وقت طويل. أثارت التجارب على امتداد خط مشابه لفيرمي التي أجراها لإيريين جولوت كوري وفريديريك جولوت كوري وبافيل سافيتش في عام 1938 1938 ما أسموه «صعوبات تفسيرية» عندما أظهرت عناصر ما بعد اليورانيوم المفترضة خصائص الأرض النادرة بدلاً من خصائص العناصر المجاورة. في النهاية في 17 ديسمبر 1938، قدم أوتو هان وفريتز شتراسمان دليلًا كيميائيًا على أن عناصر ما بعد اليورانيوم المفترضة سابقًا كانت نظائر الباريوم. وكتب هان هذه النتائج المثيرة لزميله المنفي ليز مايتنر، وشرح العملية بأنها انفجار نواة اليورانيوم إلى عناصر أخف. استخدم مايتنر وأوتو فريتش فريتز كالكار نظرية نيلز بور قطرة السائل (التي اقترحها جورج غامو لأول مرة في عام 1935) لتقديم أول نموذج نظري وإثبات رياضي لما صاغه فريتش بالانشطار النووي. تحقق فريتش أيضًا بشكل تجريبي من تفاعل الانشطار بواسطة غرفة سحابية، ما يؤكد إطلاق الطاقة. وبذلك وبالنهاية قُبلت نظرية نوداك الأصلية.

## ترشيحات وجوائز نوبل
رُشِحت إيدا نوداك ثلاث مرات لجائزة نوبل في الكيمياء بسبب اكتشافها للرينيوم والماسوريوم. رُشِحت نوداك وزوجها مرارًا وتكرارًا لجائزة نوبل في الأعوام 1932 و1933 و1935 و1937(إحداها من قبل والتر نرنست وك.ل.واغنر لعام1933، كلا من النوداكس رشحا من قبل دبليو جي مولر لعام 1935 وإيه. سكرابال لعام 1937 ). حصل كلاهما أيضاً على ميدالية لايبغ المرموقة من الجمعية الكيميائية الألمانية في عام 1931. وفي عام 1934، حصلا على ميدالية شييل من الجمعية الكيميائية السويدية وبراءة الاختراع الألمانية للرينيوم المُركّز.

## روابط خارجية
- إيدا نوداك على موقع الموسوعة البريطانية (الإنجليزية)
- إيدا نوداك على موقع مونزينجر (الألمانية)